# Willian Vargas
Willian Andrés Vargas León (ur. 12 czerwca 1997 w Guayaquil) – ekwadorski piłkarz występujący na pozycji prawego obrońcy, od 2025 roku zawodnik Barcelony SC.